# 新井白蛾
新井 白蛾（あらい はくが、正徳5年（1715年） - 寛政4年5月14日（1792年7月2日））は、江戸時代中期の儒学者。名は祐登。字は謙吉。白蛾、黄洲、古易館と号す。

## 生涯
白蛾の父・祐勝は加賀藩の出身だったがその妾の子として江戸に生まれる。三宅尚斎の門人である菅野兼山に師事して、朱子学を学ぶ。22歳の時に江戸で教え始めるが当時は荻生徂徠の門流が風靡していたので京都に上り、易学を究め「古易の中興」を唱える。寛政3年（1791年）に加賀藩主の前田治脩に招かれ、藩校となる明倫堂の創設に関わり、その学頭となり亡くなるまでその地位につく。墓所は野田山墓地。

## 業績
新井白蛾は当時儒学者に卑しまれていた占筮を朱子学の基礎理論に立脚して復権し、一派を確立した。その後、岡田白駒が『古周易解』で、河田東岡が『周易新疏』で卦象を重視したのと軌を一にする。かつて芥川丹邱と易を論じ、歴代130人以上の儒家の説を挙げて「魏晋の人々は虚ろな理論に混乱し、宋・元代の人々は性理説に縛られている。どちらも真の易の義に遠い」と断じ、自分のことは「日本に邵康節先生が再来して、象数が明らかになったといってもよいだろう」と自負していた。好んで和歌を詠み、日本の典故にも通暁し、新井白石の『同文通考』を校訂したこともある。門下として真勢中州・古澤白泉がいる。

## 著作
- 『古周易経断』10巻・『古易対問』・『易学類編』・『易学小筌』・『廣易学必読』・『周易精蘊』・『左国易説』・『古易一家言』・『周易本義考』・『梅花易詳註』・『周易啓蒙考』
- 『老子形気国名解』5巻
- 『論語彙解』10巻
- 『牛馬問（ぎゅうばもん）』- 宝暦5年。4巻116条。人からよく尋ねられる物事について記したもの。
- 『古文孝経發』
- 『小学疏義』
- 『詩書通攷国字箋』
- 『蒙求發』
- 『滄溟尺牘児訓』
- 『唐詩児訓』
- 『唐詩絶句解』

## その他
西村白烏の随筆『煙霞綺談』に新井白蛾が序文を記している。